# Synagoga Emanuela Najmana w Łodzi
Synagoga Emanuela Najmana w Łodzi – prywatny dom modlitwy znajdujący się w Łodzi, przy ulicy Aleksandryjskkiej 12.
Synagoga została zbudowana w 1898 roku z inicjatywy Emanuela Szulema Najmana. Podczas II wojny światowej hitlerowcy zdewastowali synagogę.